# Richard Rowley
Richard „Rick“ Rowley (geb. 1975) ist ein amerikanischer Journalist und Filmemacher von Dokumentarfilmen, der bei der Oscarverleihung 2014 für seine Arbeit an Schmutzige Kriege – Dirty Wars zusammen mit Jeremy Scahill für den Oscar in der Kategorie Bester Dokumentarfilm nominiert war. Er ist einer der Gründer der Filmfirma Big Noise Films und des Mediennetzwerks Independent Media Center.
Rowley wurde für seine Produktionen auf verschiedenen Filmfestivals ausgezeichnet. So erhielt er beim Sundance Film Festival 2013 den Cinematography Award für seine Kameraarbeit an Schmutzige Kriege – Dirty Wars.

## Filmografie
- 1999: Zapatista (Dokumentarfilm, Regisseur, Kameramann und Produzent)[5]
- 2000: This Is What Democracy Looks Like (Dokumentarfilm, Regisseur, Editor und Produzent)
- 2001: Black & Gold (Dokumentarfilm, Regisseur, Kameramann, Editor und Produzent)
- 2003: Der Vierte Weltkrieg (The Fourth World War, Dokumentarfilm, Regisseur, Kameramann und Produzent)
- 2005: I Know I’m Not Alone (Dokumentarfilm, Kameramann)
- 2007: The Jena 6 (Dokumentar-Kurzfilm, Regisseur, Kameramann, Editor und Produzent)
- 2007: The War of 33 (Dokumentarfilm, Regisseur, Kameramann und Editor)
- 2007: Deserter (Dokumentarfilm, Regisseur, Kameramann, Editor und Produzent)
- 2011: Dispatches (Dokumentar-Fernsehserie, Kameramann)
- 2013: Schmutzige Kriege – Dirty Wars (Dirty Wars, Dokumentarfilm, Regisseur, Editor und Kameramann)
- 2014: Years of Living Dangerously (Dokumentar-Fernsehserie, Kameramann)
- 2014: In Struggle (Dokumentar-Kurzfilm, zusätzlicher Kameramann)
- 2015: Where to Invade Next (Dokumentarfilm, Kameramann)
- 2021: Amerika in Aufruhr – Von Charlottesville zum Sturm aufs Kapitol. 82 Min. Film über Rechtsradikalismus in USA.

## Auszeichnungen
- 2001: Dahlonega International Film Festival Bester Dokumentarfilm für This Is What Democracy Looks Like
- 2002: Big Muddy Film Festival Bester Dokumentarfilm für This Is What Democracy Looks Like
- 2009: Ashland Independent Film Festival 	 Bester Dokumentarfilm für The War of 33
- 2013:  Grand Jury Prize 	 Bester Dokumentarfilm für Schmutzige Kriege – Dirty Wars
- 2013: CPH:DOX Bester Dokumentarfilm für Schmutzige Kriege – Dirty Wars
- 2013: Little Rock Film Festival Bester Dokumentarfilm für Schmutzige Kriege – Dirty Wars
- 2013: Sundance Film Festival Beste Kamera für Schmutzige Kriege – Dirty Wars
- 2013: Telluride Mountainfilm Festival Bester Dokumentarfilm für Schmutzige Kriege – Dirty Wars
- 2013: Traverse City Film Festival	Special Award Bester Dokumentarfilm für Schmutzige Kriege – Dirty Wars
- 2013: Founders Prize 	Special Award Bester Dokumentarfilm für Schmutzige Kriege – Dirty Wars
- 2013: Boston Independent Film Festival Bester Dokumentarfilm für Schmutzige Kriege – Dirty Wars
- 2014: Warsaw International Film Festival Bester Dokumentarfilm für Schmutzige Kriege – Dirty Wars
- 2014: Nominierung: Cinema Eye Honors Award Beste Kamera für Schmutzige Kriege – Dirty Wars
- 2014: Cinema for Peace Awards Bester Dokumentarfilm für Schmutzige Kriege – Dirty Wars
- 2014: Nominierung: Oscar 	 Bester Dokumentarfilm für Schmutzige Kriege – Dirty Wars